# Appuyer

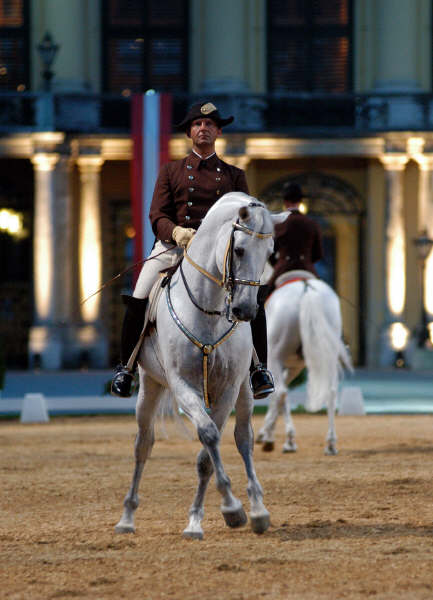
Appuyer vers la gauche par l'école espagnole de Vienne.

L′appuyer est une figure d'équitation dans laquelle le cheval se déplace latéralement et parallèlement à lui-même, ses membres extérieurs croisant par-dessus ses membres intérieurs. L'avant-main et l'arrière- main suivent deux pistes distinctes, la tête et l'encolure précédant le reste du corps dans la direction de la marche L'appuyer est le stade le plus poussé des mouvements de deux pistes qui sont, avec le trot rassemblé, la base du dressage du cheval de haute école.

## Description

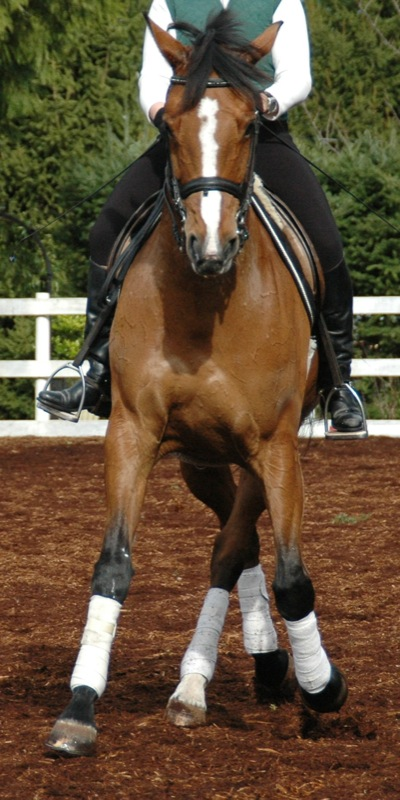
Croisement des membres pendant l'appuyer.

L'exercice est de deux pistes. L'avant-main précède légèrement l'arrière-main, l'encolure et la tête sont infléchies dans la direction du mouvement, le cheval regarde vers où il va. Le chanfrein demeure vertical. 
Historiquement, l'appuyer était exécuté avec une incurvation prononcée de l'ensemble; l'équitation moderne pratique l'appuyer avec le corps du cheval presque droit. 
L'appuyer se réalise aux trois allures et au passage. Il peut être réalisé sur toutes les pistes droites du manège, largeur, longueur, diagonale, tête et croupe au mur, ainsi que sur des cercles, demi-voltes, voltes et pirouettes. 
Le cheval doit rester actif et se propulser pour aller de côté en cherchant de l'amplitude. Au pas, le cheval doit marcher; au trot, il doit rebondir d'un diagonal sur l'autre. 
Du degré de dressage, de la souplesse et de la décontraction du cheval, de l'angle de l'appuyer dépend l'amplitude du croisement. Dans tous les cas, le cavalier doit respecter la qualité et la régularité de l'allure. 
Dans l'appuyer, la jambe intérieure est la plus importante car elle reçoit le cheval, entretient l'impulsion et maintient le pli. 
Au galop, le poser des membres étant dissymétrique, il n'y a pas de véritable croisement; de ce fait l'appuyer est parfois plus facile à obtenir qu'au pas ou au trot. L'appuyer au galop sur une ligne droite peut être pratiqué dès que le cheval a un galop cadencé. Il doit toutefois être obtenu avec un abaissement des hanches du cheval qui sinon part trop horizontal.  
L'épaule en dedans est considérée comme la meilleure des préparations à l'appuyer . 
La recherche de la perfection exige un maximum de rassembler qui n'est atteignable que dans une inflexion prononcée. 

## Utilité
L'appuyer est pratiqué notamment pour renforcer la musculature, assouplir latéralement le cheval, augmenter sa mobilité et sa disponibilité, et mobiliser les postérieurs. Il contribue à améliorer la qualité du rassembler. Quand il est bien exécuté, il représente cependant une importante dépense d'énergie, peut être contraignant et fatigant. Hors compétition, cet exercice doit être ponctué de transitions au trot.
Le passage de l'épaule en dedans à l'appuyer est des plus bénéfiques car il contraint le cheval à abaisser sa hanche pour faire chevaler le postérieur externe sur l'interne préalablement engagé, d'où l'intérêt des contre-changements de main rapprochés.  
De fréquentes transitions d'un appuyer à un autre favorise l'allégement du cheval.  

## Exécution
L'appuyer se prépare en donnant au cheval une légère flexion correspondant à un demi-pli d'épaule en dedans. La tête doit rester à la verticale, l'extrémité des oreilles demeurant sur un plan horizontal. La rêne intérieure permet de contrôler le pli, celle extérieure à le limiter, et aussi à faire venir les hanches si nécessaire. La jambe intérieure entretient l'impulsion et la jambe extérieure le sens du mouvement. Une imperceptible torsion du bassin du cavalier dans la direction du mouvement favorise son exécution. 
Le mouvement doit être exécuté avec des descentes de mains et de jambes fréquentes. La préparation du mouvement est primordiale car toute intervention en cours d'exécution provoque des à-coups nuisibles au rythme qui doit se soutenir de manière inaltérable d'un bout à l'autre de la figure. 

## Le contre-changement de main
Le contre-changement de main est le passage d'un appuyer à droite à un appuyer à gauche, et vice-versa. Cet exercice est abordé quand le cheval est à l'aise et décontracté dans les appuyers simples.
Le cheval doit conserver la même cadence dans l'inversion et rester fluide dans le changement de direction.
Au galop, les contre-changements de main nécessitent un changement de pied sur la ligne du milieu.
Le contre-changement de main est une figure de compétition. Au galop, la qualité du changement de pied fait partie intégrante de la notation.

## L'appuyer dans les compétitions de dressage
Comme dans tous les mouvements latéraux, le cheval est légèrement courbé et déplace ses membres sur des pistes différentes. L'incurvation et la flexion ne doivent jamais être exagérées afin de ne pas altérer le rythme, l'équilibre et la fluidité du mouvement. 
L'allure doit rester libre et régulière, en maintenant une impulsion constante, tout en restant souple, rythmée et équilibrée. L’impulsion est souvent perdue à cause du cavalier qui cherche à trop plier le cheval et qui le pousser latéralement.
En compétition, l'appuyer est  exécuté sur une diagonale. Il peut être exécuté au trot rassemblé (ou au passage dans une reprise libre) ou au galop rassemblé. Le cheval doit être légèrement plié autour de la jambe intérieure du cavalier et dans la direction dans laquelle il se déplace. Il doit conserver la même cadence et le même équilibre tout au long du mouvement. Afin de donner plus de liberté et de mobilité aux épaules, l'impulsion doit être maintenue ainsi l'engagement des postérieurs. Le corps du cheval est presque parallèle à la longueur du rectangle avec l'avant main légèrement en avant de l’arrière main. 
Au trot, les membres extérieurs passent et se croisent devant les membres intérieurs. Au galop, le mouvement s'effectue par une série de foulées en avant / latéraux.
Dans l'appuyer au trot, le cheval doit conserver un trot rassemblé fluide sur une ligne diagonale avec un degré de flexion supérieur à celui d'une épaule en dedans. Les membres antérieurs et postérieurs se croisent, l'équilibre et la cadence sont maintenus.
Dans l'appuyer au galop, le cheval doit montrer et développer son rassembler, conserver la souplesse du galop en avançant sans perte de rythme et d’équilibre, avec souplesse et conservation de l'incurvation.
Lors de la notation d'un appuyer au trot, les juges notent la régularité et la qualité du trot, l'orientation et l'incurvation, la régularité et la constance dans l'incurvation, le rassembler, l'équilibre du cheval, le croisement des membres et la fluidité du mouvement, ainsi que la fluidité des inversions quand elles sont demandées dans la figure.
Lors de la notation d'un appuyer au galop, les juges notent la qualité du galop, le rassembler, la fluidité du mouvement, l'équilibre, l'incurvation constante.

## La tête au mur  et la croupe au mur dans les compétitions de dressage
L'appuyer est une variante de la tête et de la croupe au mur.

### Tête au mur (ou travers)
Le règlement FEI considère l'appuyer comme une variante de la tête au mur. 
Dans la tête au mur, le cheval est légèrement plié autour de la jambe intérieure du cavalier, mais avec un degré de flexion supérieur à celui de l'épaule en dedans. Un angle constant d’environ trente-cinq degrés doit être maintenu. L'avant main reste sur la piste et la croupe du cheval est déplacée vers l'intérieur. Les membres extérieurs du cheval passent et se croisent devant les membres intérieurs. Le cheval est courbé dans la direction dans laquelle il se déplace.
Les têtes au mur peuvent être effectuées au trot rassemblé ou au galop rassemblé.
Pour débuter une tête au mur, la croupe doit quitter la piste ou, après un virage ou un cercle, ne pas être ramenée sur la piste. À la fin de la tête au mur, la croupe est ramenée sur la piste (sans aucune contre-flexion de la nuque) .
Pendant la tête au mur, le trot rassemblé doit demeurer fluide et l'incurvation maintenue. Les antérieurs et postérieure se croisent, l'équilibre et la cadence sont maintenus.
Les juges notent particulièrement la qualité du trot ou du galop, l'incurvation, la stabilité de l'angle, l'équilibre du cheval et la fluidité du mouvement.

### Croupe au mur (ou renvers)
La croupe au mur est le mouvement inverse de la tête au mur. L'arrière main reste sur la piste tandis que l'avant main est déplacée vers l'intérieur. À la fin de la croupe au mur, l'avant main est alignée sur la croupe et est ramenée sur la piste. Autrement, les mêmes principes et conditions qui s'appliquent à la tête au mur sont applicables à la croupe au mur.
Le cheval est légèrement courbé autour de la jambe intérieure du cavalier. Les membres extérieurs du cheval passent et se croisent devant les membres intérieurs. Le cheval est incurvé dans la direction dans laquelle il se déplace.
Le cheval soit conserver un trot fluide sur une ligne droite avec un plus grand degré de flexion que dans l’épaule en dedans. Les membres antérieurs et postérieurs se croisent, l'équilibre et la cadence sont maintenus.

## Paroles d'écuyers
Patrick Le Rolland : « Le cheval bien incurvé doit s'enrouler et se déplier dans l'appuyer en conservant la même cadence » ; « Les mains maintiennent l'attitude du bout de devant en allant avec dans le mouvement, mais pas pour diriger, car ce sont les jambes qui dirigent » ; « Bien sentir le cheval s'enrouler autour de la jambe intérieure dans l'appuyer, afin qu'il ne refuse pas le déplacement latéral ».
Gustav Steinbrecht : « L'utilité pratique des allures de côté est si grande que l'on peut juger du dressage du cheval d'après leur degré de perfection ».